# کلوپردنول
کلوپردنول (به انگلیسی: Cloprednol) یک گلوکوکورتیکوئید سنتزی است. این دارو برای استفاده در درمان آسم مورد بررسی قرار گرفته‌است.